# Sophie Meyer

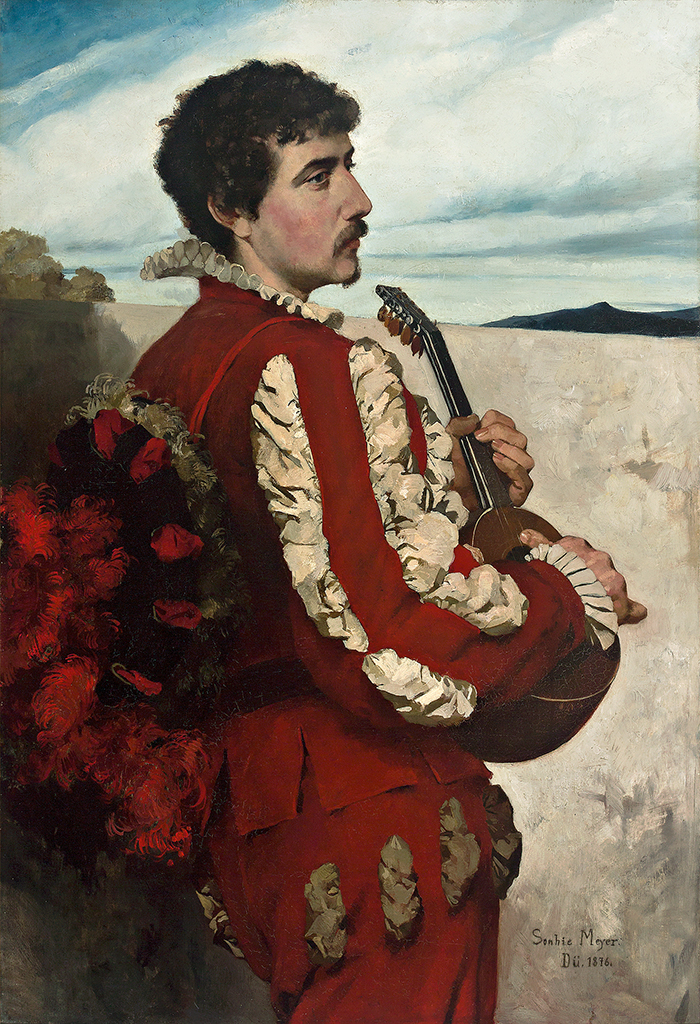
Lautenspieler (1876)
Öl auf Leinwand, 106 × 72 cm

Sophie Meyer (* 1847 in Köslin, Provinz Pommern; † 9. November 1921 in Düsseldorf) war eine deutsche Malerin der Düsseldorfer Schule.

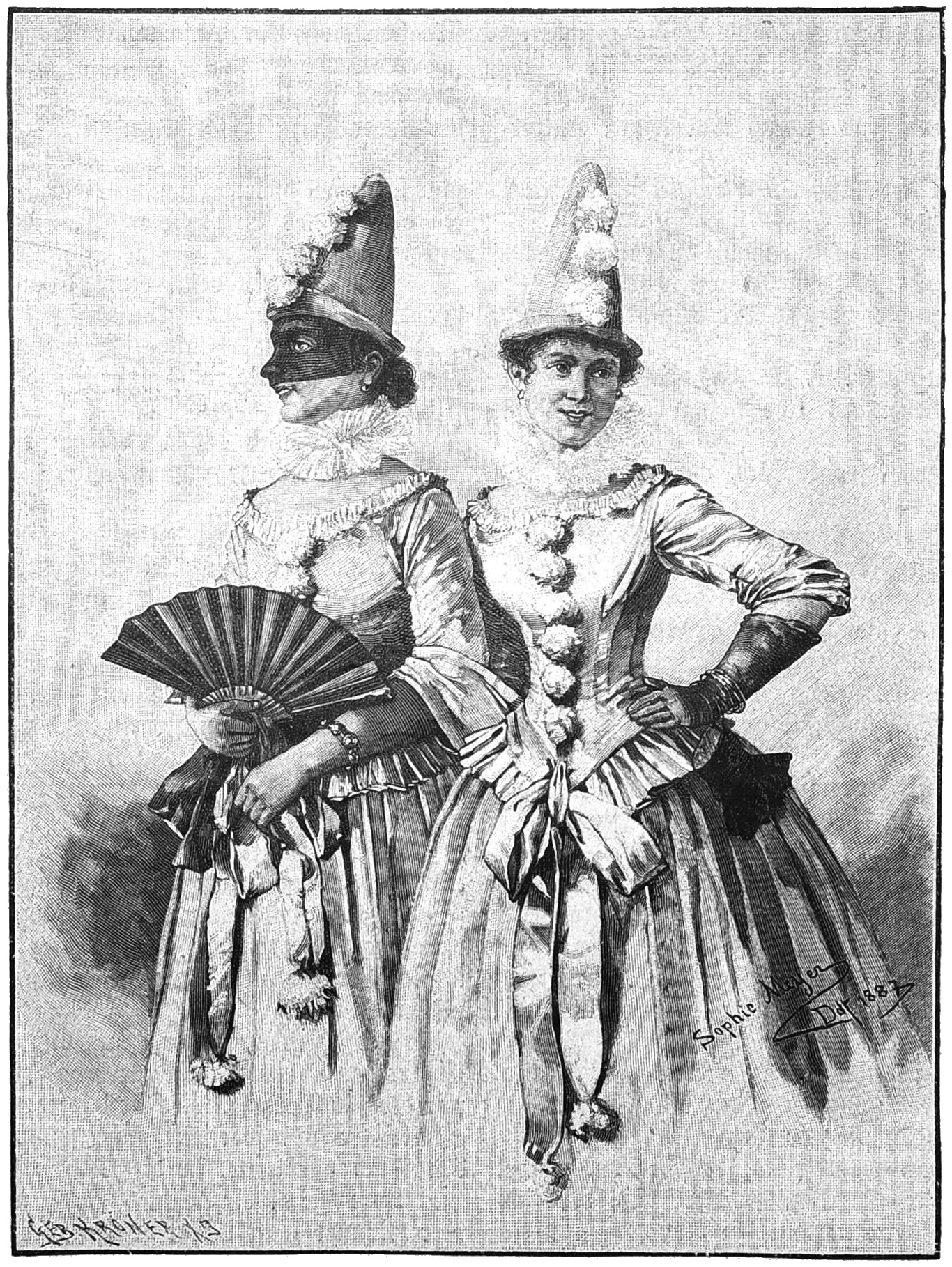
Die Pierretten
als Zeichnung in der Zeitschrift
Die Gartenlaube (1889)

## Leben
Sophie Meyer wurde 1847 in der hinterpommerschen Stadt Köslin geboren. Sie war die Tochter des Apothekerbesitzers August Wilhelm Meyer und seiner Ehefrau Maria Caroline Luise, geborene Behm. Über ihre Kindheit und Jugend sind keine Einzelheiten bekannt. Ihre Ausbildung zur Malerin absolvierte sie als Privatschülerin von Eduard Gebhardt und insbesondere Wilhelm Sohn, wo unter anderem Paula Monjé und Julia Schily-Koppers ihre Mitstudentinnen waren.
Die Künstlerin spezialisierte sich auf Genre- und Landschaftsmalerei, Stillleben und Porträts. Sie malte in Öl auf Leinwand, fertigte aber auch Aquarelle und Holzstiche an. Ihre Bilder signierte sie mit „Sophie Meyer Ddf“ oder „Sophie Meyer Dü“ und der Jahreszahl. Ab 1877 stellte sie ihre Werke öffentlich aus.
Eines ihrer bekannteren Werke ist das Ölbild Der Lautenspieler, das 1876 entstand. Die Langfassung des Bildtitels lautete Portrait eines südländischen Barden in historischer Kleidung. Im Jahr 1889 druckte die Zeitschrift Die Gartenlaube eine Schwarz-Weiß-Zeichnung ab, die nach der Vorlage von Sophie Meyers Ölbild Pierretten angefertigt worden war. Die Abbildung mit dem Untertitel Faschingslust diente zur Illustration eines Fortsetzungsromans. Von genau diesem Pierrettenmotiv hat Sophie Meyer auch einen nur 11,5 × 15,5 cm großen handcolorierten Holzstich angefertigt.
Im Jahre 1880 nahm Sophie Meyer mit einer gemalten Marmor-Tischplatte an der Gewerbe- und Kunstausstellung teil, welche auf dem Zoo-Gelände stattfand.
Meyer war Mitglied der Allgemeinen Deutschen Kunstgenossenschaft. Sie nahm 1891 mit ihrem Stillleben Spätsommer in Berlin an der Internationalen Kunst-Ausstellung teil, die vom Verein Berliner Künstler anlässlich seines fünfzigjährigen Bestehens veranstaltet wurde.
Die Künstlerin blieb unverheiratet. Ab 1880 hatte sie ihren Wohnsitz in der Immermannstraße in Düsseldorf. Nachdem ihre verwitwete Mutter 1888 nach Düsseldorf gezogen war, lebte sie bis 1890 gemeinsam mit ihr in deren Wohnung in der Leopoldstraße 28 im Haus des Malers Friedrich Wilhelm Schreiner, später von 1898 bis 1915 in der Carl-Anton-Straße 13. Danach verliert sich ihre Spur. Im November 1921 starb Sophie Meyer im Alter von ca. 74 Jahren in Düsseldorf.

## Familie
Über ihre Cousine mütterlicherseits Emma Stryck bestanden verwandtschaftliche Beziehungen zwischen Sophie Meyer und den Familien Steifensand und Schulgen, die ebenfalls den Düsseldorfer Künstlerkreisen angehörten. Emma Stryck war mit einem Sohn des Musikers und Komponisten Wilhelm Steifensand verheiratet; dessen Bruder, der Kupferstecher Xaver Steifensand, hatte in die Kupferdruckerei der Königlichen Kunstakademie C. Schulgen-Bettendorff eingeheiratet.

## Werke (Auswahl)
- Rheinlandschaft bei Caub, 1864
- Ansicht von Marksburg am Rhein bei Koblenz, 1867
- Lautenspieler, 1876
- Stillleben mit Fasan und Hummer
- Studienblatt mit Blumen
- Spätsommer
- Das Ständchen im Schlosspark